# Ritratto di Marie-Thérèse
Ritratto di Marie-Thérèse è un dipinto a olio su tela (100x81 cm) realizzato nel 1937 dal pittore spagnolo Pablo Picasso. È conservato nel Musée National Picasso di Parigi.